# Dos Jidisze Togblat
Dos Jidisze Togblat (jid. ‏דאָס יידישע טאָגבלאַט‎, pol. Dziennik Żydowski) – żydowski dziennik wydawany w Warszawie w języku jidysz, ukazywał się od 20 września 1929 do 31 sierpnia 1939 roku.
Dziennik był kontynuacją czasopisma „Der Jud”, jego redaktorami byli Hillel Seidman i Szmuel Ratsztejn. Gazeta była organem Żydów ortodoksyjnych związanych z Agudat Israel, miała charakter prorządowy i propolski, przed II wojną światową wzywała do solidarnej walki „o wolność Naszą i Waszą”. Nakład pisma sięgał 30 tysięcy egzemplarzy, była to jedna z najbardziej opiniotwórczych gazet żydowskich w II Rzeczpospolitej.